# Bob Hill
Robert W. Hill, detto Bob (Columbus, 24 novembre 1948), è un allenatore di pallacanestro statunitense, professionista nella NBA e in Italia.

## Palmarès
- Coppa Italia: 1

Virtus Bologna: 1989